# Bedford RL
De Bedford RL was een middelzware vrachtwagen voor het Britse leger. Het voertuig is tussen 1952 en 1969 gebouwd door Bedford, een dochteronderneming van General Motors.

## Geschiedenis
In de jaren 50 startte het Britse leger met de vervanging van voertuigen die ten tijde van de Tweede Wereldoorlog waren gebouwd. Bedford had in 1950 een civiele vrachtwagen ontwikkeld, de Bedford SLC met een laadvermogen van 7 ton, en deze versie werd aangepast voor militaire doeleinden. De belangrijkste veranderingen waren de aandrijving op alle wielen en een grotere bodemvrijheid. De 4x4 versie werd geproduceerd vanaf 1952 en pas in 1969 werd de productie gestaakt. In totaal zijn ruim 73.000 voertuigen geproduceerd voor de Britse maar ook veel andere strijdmachten.

## Ontwerp
Het voertuig had een standaard indeling; voor de bestuurderscabine met motor en achter de laadruimte. De cabine bood ruimte voor een chauffeur en een passagier. In het dak was een luik aangebracht waar een mitrailleur geplaatst kon worden voor de verdediging. De eerste exemplaren hadden nog een motor met een vermogen van 110 pk, maar al snel werd de RL met een zwaardere zescilinder benzinemotor uitgerust die een vermogen van 130 pk leverde. De cilinderinhoud van deze motor was 4,9 liter. Het laadvlak van de RL was 4,26 meter lang en 2,18 meter breed.
Het voertuig werd geleverd met een lange of korte wielbasis. De Bedford RL, waar de L voor long (lang) staat, had een wielbasis van 3,96 meter en de Bedford RS, S voor short (kort) een van 3,35 meter.
De brandstoftanks hadden een inhoud van 118 liter en gaven het voertuig een bereik van 400 kilometer.
Het laadvermogen in terrein was aanvankelijk vastgesteld op 3 ton, maar dit werd in 1968 verhoogd tot 4 ton zonder enige aanpassingen aan het voertuig.

## Varianten
Het voertuig werd in vele versies geleverd, waaronder:
- Algemene dienst met huif
- Mobiele werkplaats
- Bureauwagen
- Verbindingsdienstauto
- Tankauto
- Kiepwagen, veelal in de RS uitvoering
- Bergingsvoertuig; de kraan had een hefvermogen van maximaal 3 ton. Het was uitschuifbaar, waarmee het bereik werd vergroot van 2,44 meter tot 3,96 meter, en kon een draai van 90 graden maken naar links en rechts vanuit het middelpunt. Een lier was geïnstalleerd met een trekvermogen van 7 ton. Deze kon aan de voor- en achterzijde van het voertuig worden gebruikt. Na het plaatsen van een grondanker aan de achterkant, verdubbelde de capaciteit van de lier tot 13 ton. Het voertuig had kleinere banden dan de normale vrachtwagens, 9.00 x 20 in plaats van de standaard 11.00 x 20. In totaal zijn er 160 exemplaren van gemaakt en ze bleven tot ver in de jaren tachtig in gebruik.

De Bedford RL is tot in de jaren 90 in gebruik gebleven, ondanks het verschijnen van de nieuwere Bedford MK.
Buiten Engeland is het voertuig in gebruik geweest in, onder andere, België, Ierland, Maleisië, Nederland, Pakistan en Zuid-Afrika.

## Green Goddess

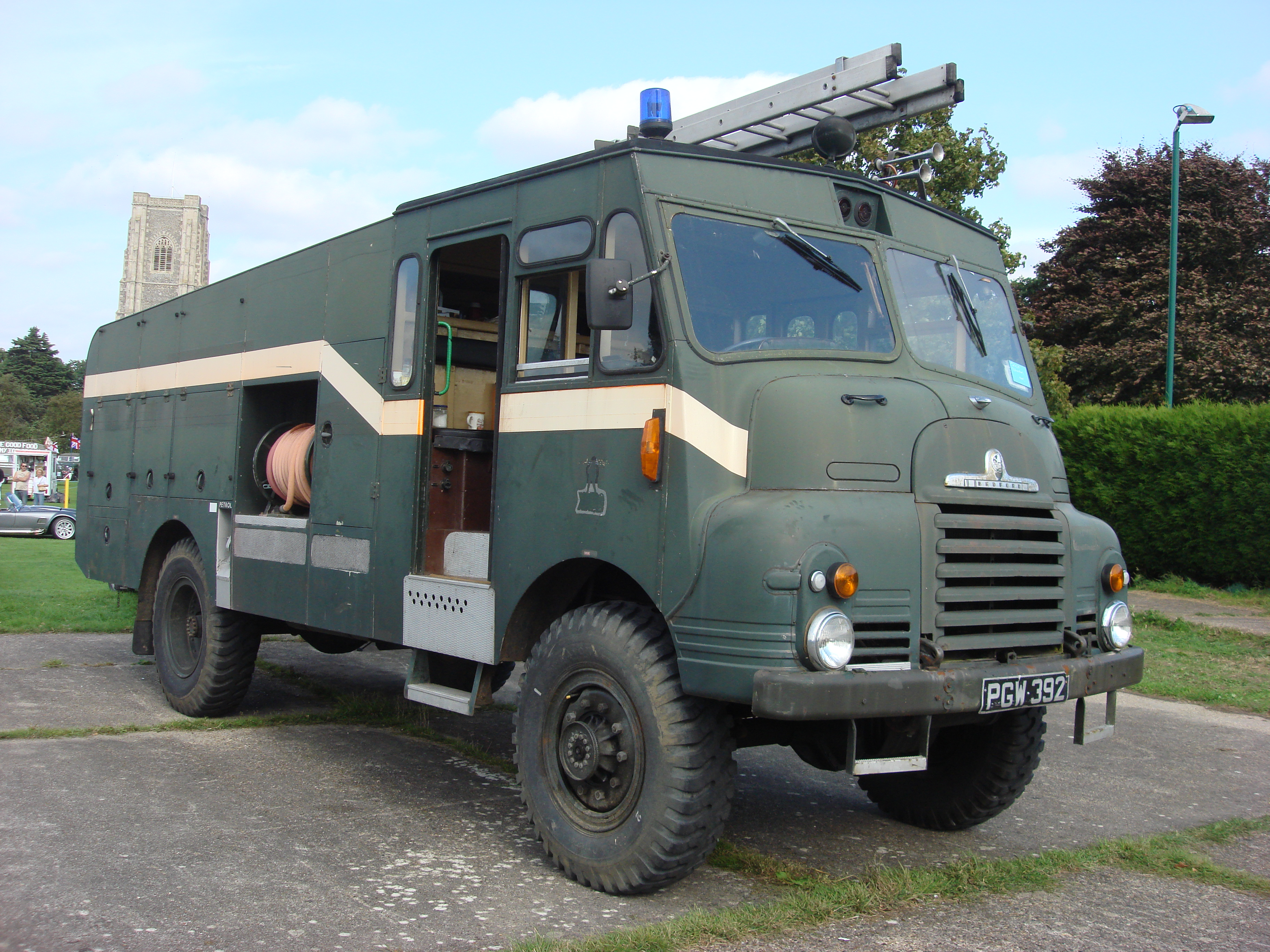
Bedford Green Goddess

Een speciale vermelding verdient de versie als brandweerwagen, bekend onder de naam Green Goddess ofwel Groene Godin. Deze brandwagens werden door militairen bemand, maar vielen onder het Engelse ministerie van Binnenlandse Zaken voor burgerbescherming doeleinden. Meer dan 3000 exemplaren zijn er gemaakt tussen 1953 en 1956. Het voertuig was volledig uitgerust voor het blussen van branden met slangen, pompen en een waterreservoir.
De eerste 1300 exemplaren kregen alleen achterwielaandrijving en waren uitgerust met de Bedford zescilinder benzinemotor met een vermogen van 110 pk. De tank had een inhoud van 1800 liter bluswater en er waren twee brandslangen van circa 60 meter lang aan de achterzijde van het voertuig. Verder werden 1800 4x4 aangedreven voertuigen besteld; deze werden uitgerust met de zwaardere motor van 130 pk. De watertank was iets kleiner, circa 1500 liter, en de brandslangen waren aan de zijkant van het voertuig bevestigd. De uitvoeringen waren verder redelijk identiek; een cabine voor zes brandweermensen, uitgerust met een pomp die 4000 liter water per minuut kon verpompen, reserve pomp, uitschuifbare ladder enzovoorts. Begin 21e eeuw, na vijftig jaar dienst, waren de voertuigen verouderd en overbodig en zijn verkocht.